# Camp Fortune
Camp Fortune est une station de ski alpin située dans les collines de la Gatineau au nord de la ville de Gatineau, au Québec. Un mât radio de 228,9 mètres, construit en 1968, est situé au sommet des pistes.
L’hiver, une école de ski permet de prendre des leçons, alors que durant l'été, la station est ouverte pour des sports de montagne, tels que le vélo de montagne, les parcs aériens et la tyrolienne. Les propriétaires, les frères Sudermann, gèrent également la station de ski Mont Sainte-Marie.

## Histoire
C'est en 1920 que l'histoire du Camp Fortune débute, notamment avec l'achat de la cabane de bûcheron de Garrett Fortune par le Club de ski Ottawa. Après quelques rénovations, cette cabane servait de premier chalet près des sentiers de ski de fond.

## Description technique
Camp Fortune présente un total de vingt-cinq pistes et huit remontées mécaniques. Les pistes sont réparties en cinq niveaux de difficulté, nommés « Pineault », « Clifford », « Alexander », « Meech » (156 mètres de dénivelé), et « Skyline » (180 mètres de dénivelé) ; les trois premiers sont désignés « la Vallée » et sont considérés comme simples (110 mètres de dénivelé).

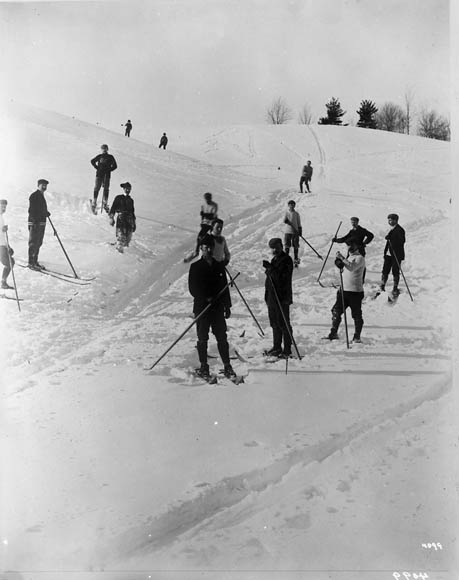
Skieurs à Gatineau, Quebec.

## Services disponibles
Une école de glisse, reconnue formellement par l'Alliance des moniteurs de ski du Canada et l'Association canadienne des moniteurs de surf des neiges, est sur place pour initier les nouveaux skieurs aux sports de glisse.
Des membres certifiés de la Patrouille canadienne de ski assurent les services de prévention, d'évacuation et de premiers soins avancés sur le site.

## Événements marquants
Le 10 mars 2018, en après-midi, la remontée mécanique aérienne quadruple principale est tombé en panne, emprisonnant 140 skieurs et planchistes dans les chaises. Une évacuation d'envergure, dirigée par les gestionnaires de la montagne et assistée par les membres de la Patrouille canadienne de ski et de l'école de glisse de Camp Fortune, a été déclenchée afin d'extirper, à l'aide d'équipements d'évacuation aérienne, les nombreux skieurs et planchistes.